# 堀田正愛
堀田正愛（日语：／ Hotta Masachika，1799年2月17日—1825年2月15日）是日本江戶時代後期的譜代大名，下總佐倉藩主，堀田正俊系堀田家第8代。

## 生涯
寬政11年（1799年）1月13日，正愛作為佐倉藩第2代藩主堀田正順的嫡子堀田正功的長子出生。然而，由於正功在享和2年（1802年）死去，正愛當時年紀尚少，因此由其叔父堀田正時繼任為第3任藩主。文化8年（1811年），正時死去，正愛便作為其養子繼任家督，並且立正時的末子堀田正睦為繼承人。
儘管佐倉藩欠債達22萬1160兩，但是在文政4年（1821年），陸奧白河藩的松平定信和松平定永難以貫徹防禦遙遠的江戶灣的職責，因此提出轉封至鄰近江戶灣，同規模的佐倉，此舉對於抱有債務的佐倉藩可謂雪上加霜，因此正愛便聯同曾經擔任若年寄的同族堅田藩主堀田正敦合作，嘗試阻止。正愛提出由佐倉藩代替白河藩負責駐守江戶灣，最終在兩年後勘定奉行遠山景晉以久松松平氏從白河藩移封至桑名藩為由，因此將駐防江戶灣的職務交給佐倉藩負責。對此，正愛讓向藤之益推行以改善藩政為目標的藩政改革，節約花費、重整藩債，又改革藏元制度，但是效果不彰。與此同時，由於西洋船隻出沒而強化了海防，管轄範圍由江戶灣擴展至房總半島沿岸，導致藩的財政雪上加霜。其後，主導改革的之益突然死去，正愛自己亦因病無法履行政務，實際上藩政由正敦以後見人的形式代理。
正愛本來就是體弱多病，藥不離身的人，文政5年（1822年）春患上肝病，兩年後的秋天陷入危殆。另一方面，正愛與側室之間在文政2年（1819年）10月誕下的親生子亦在翌年死去。對此，重臣金井忠倫試圖讓支藩佐野藩的正敦之孫堀田正修成為正愛的養子，一度引起繼承人問題，但是正愛在死前的11月拒絕了這個提議，在12月6日決定由正睦成為繼承人，並且得到江戶幕府的許可。最終，正愛在文政7年12月28日（1825年2月15日）死去，享年26歲。
正愛生前推行的財政改革中，對於節約方面特別嚴苛，自己亦為人節儉，讓從譜代小笠原氏嫁來的正室鈴姬大吃一驚，最終離婚返回娘家。